# Верхня Сенда
Верхня Сенда́ (рос. Верхняя Сенда, марій. Кӱшыл Сенде) — присілок у складі Марі-Турецького району Марій Ел, Росія. Входить до складу Марі-Біляморського сільського поселення.

## Населення
Населення — 35 осіб (2010; 34 у 2002).
Національний склад (станом на 2002 рік):
- лучні марійці — 62 %
- росіяни — 35 %